# Cyclocephala sardadebiae
Cyclocephala sardadebiae är en skalbaggsart som beskrevs av Roger Paul Dechambre och Duranton 2005. Cyclocephala sardadebiae ingår i släktet Cyclocephala och familjen Dynastidae. Inga underarter finns listade i Catalogue of Life.